# Nagyvisnyó
Nagyvisnyó è un comune dell'Ungheria di 1.103 abitanti (dati 2001). È situato nella contea di Heves.